# Casteldilago
Casteldilago è una frazione del comune di Arrone, in provincia di Terni, situata a 2 km dal capoluogo e ad un'altitudine di 292 m s.l.m..
Secondo i dati del censimento del 2001, gli abitanti sono 441.  Archiviato il 6 maggio 2012 in Internet Archive.
Già comune autonomo, denominato Castel di Lago, fu accorpato nel 1875 dall'attuale comune, che all'epoca faceva parte della provincia di Perugia.

## Origine del nome
Una recente ipotesi ricollega il toponimo alla presenza longobarda in quell'area del Ducato di Spoleto. In particolare, il termine lago sarebbe un adattamento popolare del germanico lagar (accampamento fortificato), secondo uno schema di denominazione dei luoghi che ricorre anche nel Ducato di Benevento (Castello del Lago, Lagonegro, Lago) e in Langobardia Maior (Offlaga, Medolago).

## Infrastrutture e trasporti
Attraversata dalla strada statale 209 "Valnerina", Casteldilago era servita, nel periodo compreso tra il 1909 e il 1960, dalla tranvia Terni-Ferentillo, un'infrastruttura nata per agevolare il trasporto delle merci e delle persone lungo la valle della Nera che risultò determinante ai tempi dell'industrializzazione della stessa.